# کولبرگ (آلاباما)
کولبرگ (به انگلیسی: Coalburg) یک منطقهٔ مسکونی در ایالات متحده آمریکا است که در آلاباما واقع شده‌است. کولبرگ ۱۴۲٫۹۵ متر بالاتر از سطح دریا قرار دارد.